# Bohol
Koordinaten: 9° 53′ N, 124° 13′ O
Bohol ist eine Insel und eine Inselprovinz der Philippinen mit der Hauptstadt Tagbilaran und hat 1.313.560 Einwohner (Stand 1. August 2015). Sie ist die zehntgrößte Insel des Archipels und befindet sich im Zentrum der Inselgruppe Visayas.

## Geographie

Die Insel Bohol nördlich der Boholsee

Bohol ist eine Inselprovinz (Fläche 4.117 km²) innerhalb der Visayas, die zusammen mit den anderen beiden Gruppen Luzon im Norden und Mindanao im Süden, den Inselstaat der Philippinen bildet. Es liegt südöstlich von Cebu, südwestlich der Insel Leyte und nördlich von Mindanao. Die Visayas sind aufgeteilt in drei Regionen Western Visayas, Central Visayas und Eastern Visayas. Bohol gehört zu den Central Visayas (Region VII).
Die Hauptinsel Bohol ist mit einer Fläche von 3.864 km² und einer Küstenlänge von 332 km die zehntgrößte Insel der Philippinen. Sie ist von 70 kleineren Inseln umgeben, deren größte die Insel Lapinin ist. Die über zwei Brücken mit Tagbilaran City verbundene Insel Panglao ist die touristisch am besten erschlossene Region von Bohol. Von der Südküste aus kann man das 54 km entfernte Camiguin mit seinem überragenden Vulkan erkennen, das schon zu Mindanao gerechnet wird.
Die Insel ist durchweg hügelig und mit Kalkstein bedeckt. Am Rand der Insel gibt es mittelgebirgsähnliche Bergzüge. Das gesamte Innere ist ein großes Plateau.
Sandstrände gibt es nur wenige auf Bohol, jedoch sind die auf der Insel Panglao, in Anda (Bohol) sowie in Guindulman, von allerbester Güte mit weißem Sand und türkisfarbenem Wasser. Die restliche Küste Bohols ist von Klippen und schroffen Abhängen gezeichnet, die sich nur bedingt zum Baden eignen. Im Norden der Insel liegt das Danajon-Riffsystem, das größte Korallenriffsystem der Philippinen, zu dem auch der Olango Archipel gehört. Die nördliche und östliche Küste der Insel weisen zahlreiche Buchten auf. In diesen erstrecken sich große Wattflächen und Mangrovenwälder. Diese stehen teilweise unter Naturschutz, wie in der Cogtong-Bucht. Die westliche Küste grenzt an die Straße von Cebu; in ihr liegt die Insel Cabilao.
Bohol liegt – wie die gesamten Philippinen – im Pazifischen Feuerring. Dort gibt es Vulkanausbrüche, Erdbeben und Tsunamis (siehe auch Philippinische Platte).

### Klima
Bohol wird im Gegensatz zu Luzon und dem nördlichen Teil der Visayas äußerst selten von den zerstörerischen Taifunen heimgesucht. Wenn Taifune über die Insel fegen, tun sie dies meist schnell. Zudem haben sie viel von ihrer Kraft schon an den Bergketten auf Leyte und Samar verloren.
Von November bis April herrschen „milde“ Temperaturen um 28 °C und es kommt seltener zu Schauern. Nachts „kühlt“ es auf 25 °C ab. Der Sommer dauert von Mai bis Juli und bringt höhere Temperaturen und eine hohe Luftfeuchtigkeit mit sich. Für die Zeit von August bis Oktober ist das Wetter unvorhersehbar: Schöne Wochen werden von Regentagen unterbrochen.

### Flora und Fauna

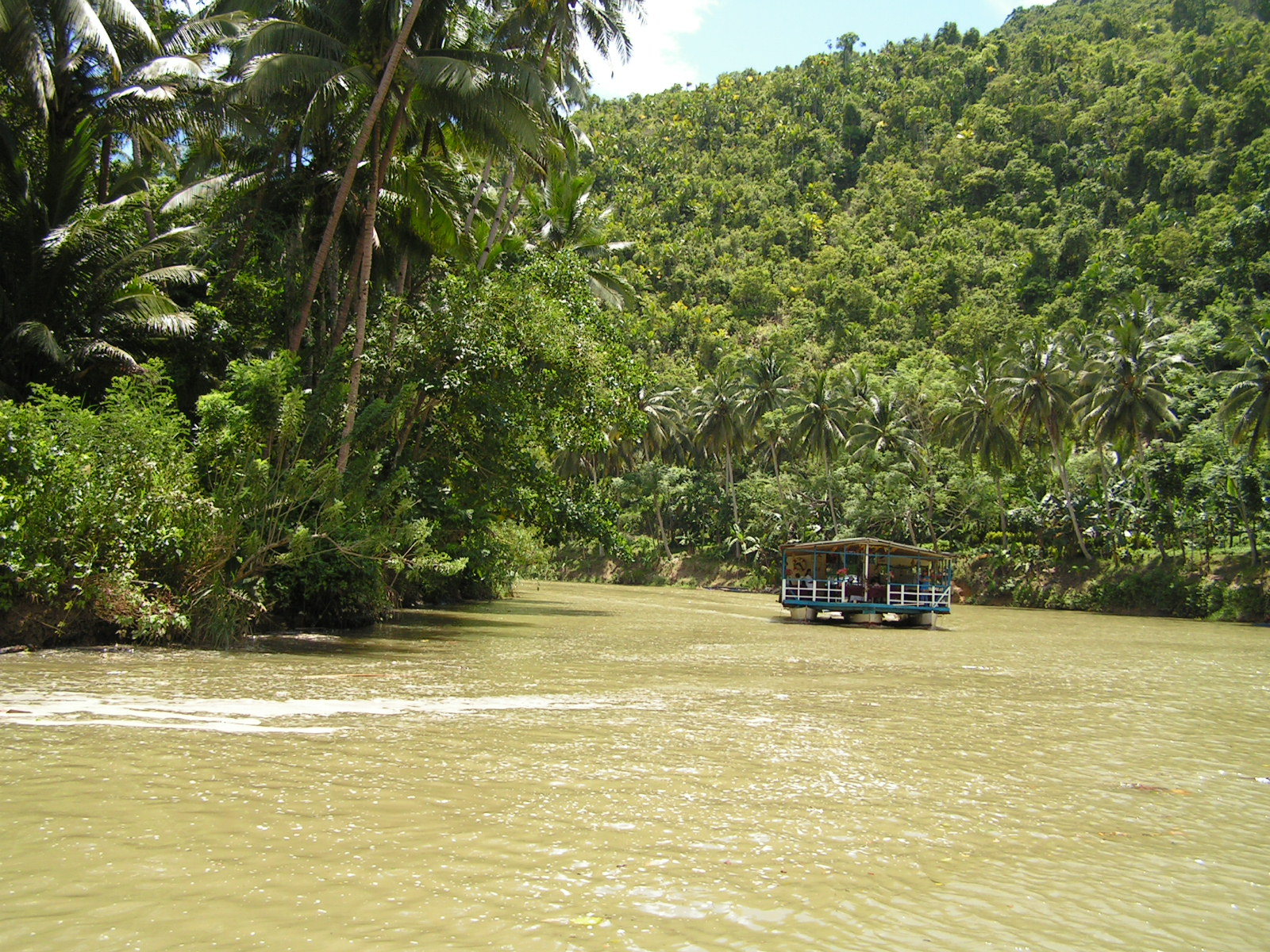
Loboc River auf Bohol

Der Philippinen-Koboldmaki (Tarsius syrichta) gehört zu den kleineren Primatenarten. Er erreicht gerade einmal kräftige Doppelfaustgröße und ein Gewicht um 150 g. Die Koboldmakis sind nachtaktiv – insbesondere in der Dämmerungszeit – und mit unbeweglichen, großen Augen ausgestattet, die fast ¼ ihres Gesichts ausmachen. Dafür können sie ihren Kopf in beide Richtungen um 180° drehen. Da der Geruchssinn nicht besonders ausgeprägt ist, nutzen sie zusätzlich ihre unabhängig voneinander ausrichtbaren Ohren zur Ortung von Insekten. Sie bewegen sich froschartig von Ast zu Ast (bis zu 3 m Entfernung) springend und können in einer Nacht bis zu 1,5 km zurücklegen. Tagsüber schlafen sie versteckt im Schatten an Baumstämmen und in Astgabelungen. Störungen sind für die Tiere Stress; sie brauchen Ruhephasen. Auch fotografiert zu werden, kann sie stören. In Gefangenschaft verkümmern sie durch Stress und sterben nach wenigen Monaten.
Die Philippine Tarsier Foundation Inc. hat es sich daher zur Aufgabe gemacht, die Koboldmakis in einem 134 ha großen Reservat zwischen Corella und Sikatanu, 15 km nordöstlich von Tagbilaran am Fuße der Chocolate Hills (s. o.) vor Zugriffen zu schützen. „Vater“ dieser Idee ist Carlito Pizzaras, der „Tarsier-Mann von Bohol“. Schon als kleiner Junge wandte er sich von der üblichen Jagd auf die Koboldmakis ab und erforschte nach und nach ihre Gewohnheiten.

## Geschichte

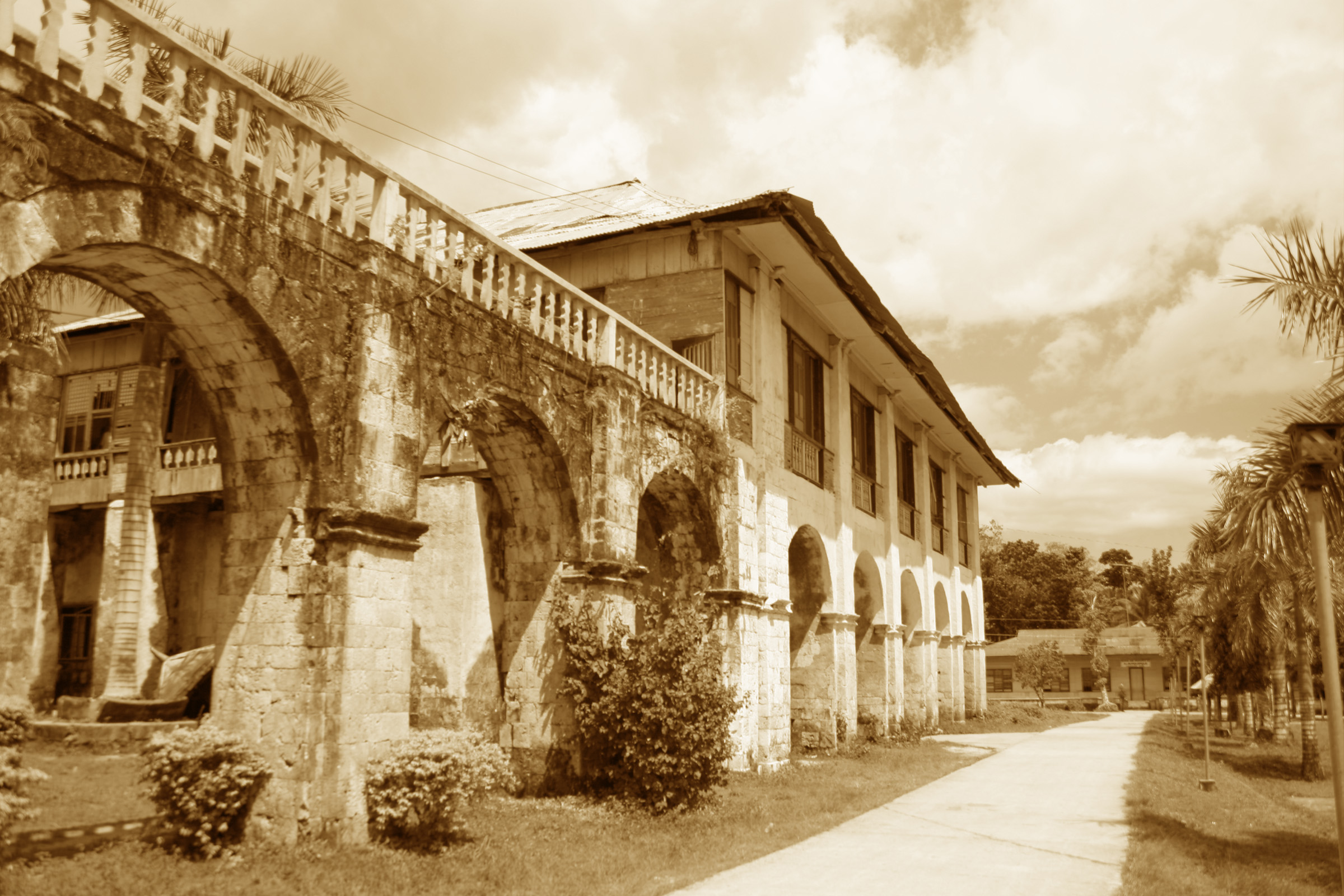
Kirche in Alburquerque auf Bohol

- 1200 – erste Besiedlung Bohols von Mindanao aus
- 1490–1520 – Durch Malaiische Kaufleute und Einwanderer aus dem Süden der Philippinen und aus Brunei wird der Islam auf Bohol verbreitet.
- 1521 – Ferdinand Magellan erreicht als erster Europäer die Philippinen.
- 1546 – erster Versuch Spaniens, auf den Philippinen Fuß zu fassen (bei Cebu)
- 1565 – Miguel López de Legazpi konnte sich mit den Boholanern Datu Sikatuna von Bohol und Datu Sigala von Loboc verbünden und die Cebuaner besiegen. Erstmals wird der spanische König als Oberhaupt anerkannt.
- 1600 – Jesuiten beginnen das Land zu katholisieren.
- 1622 – blutig niedergeschlagener Aufstand der Einheimischen
- 1744 – Rebellion gegen Spanien unter Francisco Dagohoy
- 1827 – Rückeroberung Bohols durch die Spanier unter Jose Lazaro Cairo
- 1900 – Die Amerikaner unter Major Henry Hale erreichen Bohol und nehmen die Insel (wie den Rest der Philippinen) als Kolonie von den Spaniern, gegen den Widerstand der Philippinen in Besitz.
- 1917 – Seit 10. März 1917 ist Bohol eine unabhängige Provinz.
- 1942 – Die Japaner besetzen Bohol.
- 1945 – Die Amerikaner vertreiben die japanischen Besetzer von Bohol.
- 1957–1960 – Der Boholaner Carlos Polestico Garcia ist Präsident der Republik Philippinen.
- 2013 – Ein Erdbeben der Stärke 7,2 trifft die Insel, zehntausende Gebäude werden zerstört, 222 Menschen starben, 8 werden vermisst.
- Mitte Dezember 2021 forderte der Taifun Rai in Bohol 74 Tote, insgesamt über 140 in den Philippinen.[1]

## Sprache und Religion

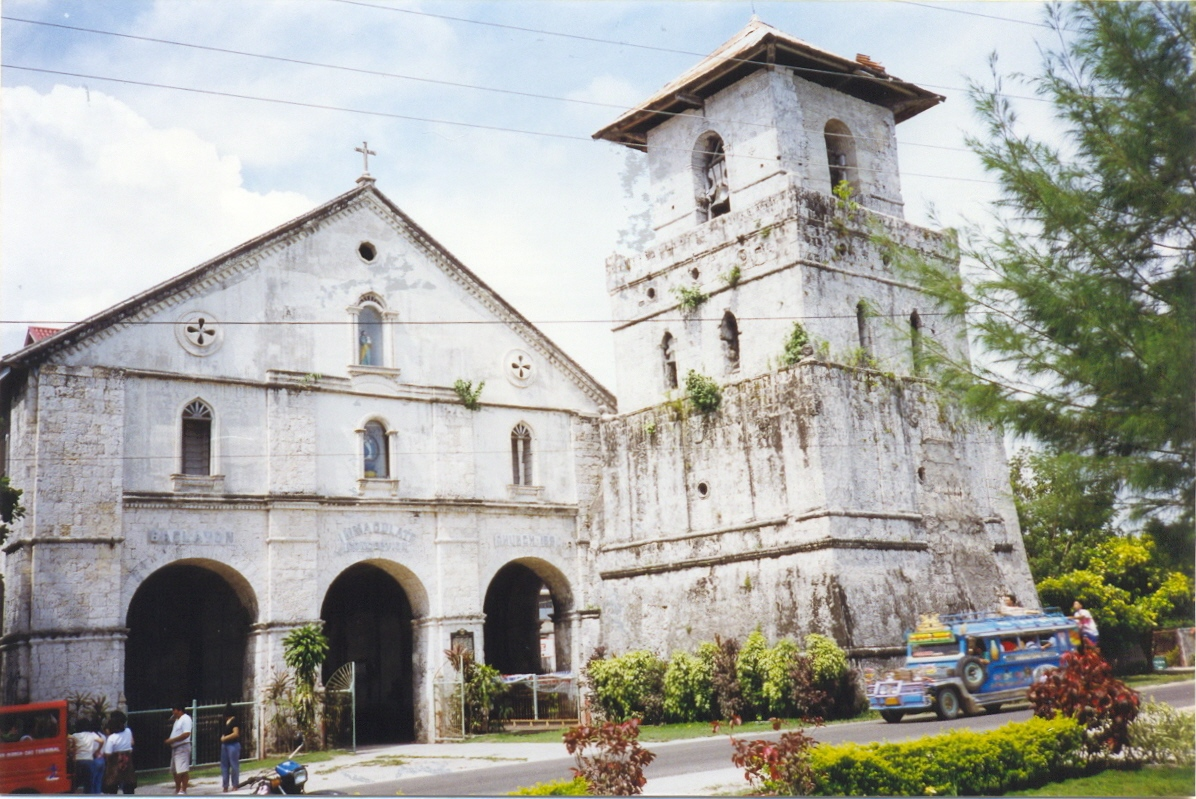
Baclayonkirche auf Bohol

Die Hauptsprache auf Bohol ist das Boholano, ein Dialekt des Cebuano. Aber auch Englisch und Tagalog werden von vielen Einheimischen verstanden.
Wie auf den ganzen Philippinen sind die meisten Einwohner römisch-katholischen Glaubens (fast 90 %), aber auch andere christliche Glaubensrichtungen wie Protestantismus oder die Iglesia ni Cristo kommen vor. Vereinzelt leben auch (noch) Muslime auf der Insel. Die Insel kam ab dem späten 15. Jh. erstmals in Kontakt mit dem Islam, der von malaiischen Einwanderern verbreitet wurde. Es ist anzunehmen, dass substantielle Teile der Bevölkerung von Bohol vor der spanischen Eroberung 1565 muslimisch waren. Allerdings begann wenige Jahre nach der Eroberung der Insel die Christianisierung.

## Sehenswürdigkeiten

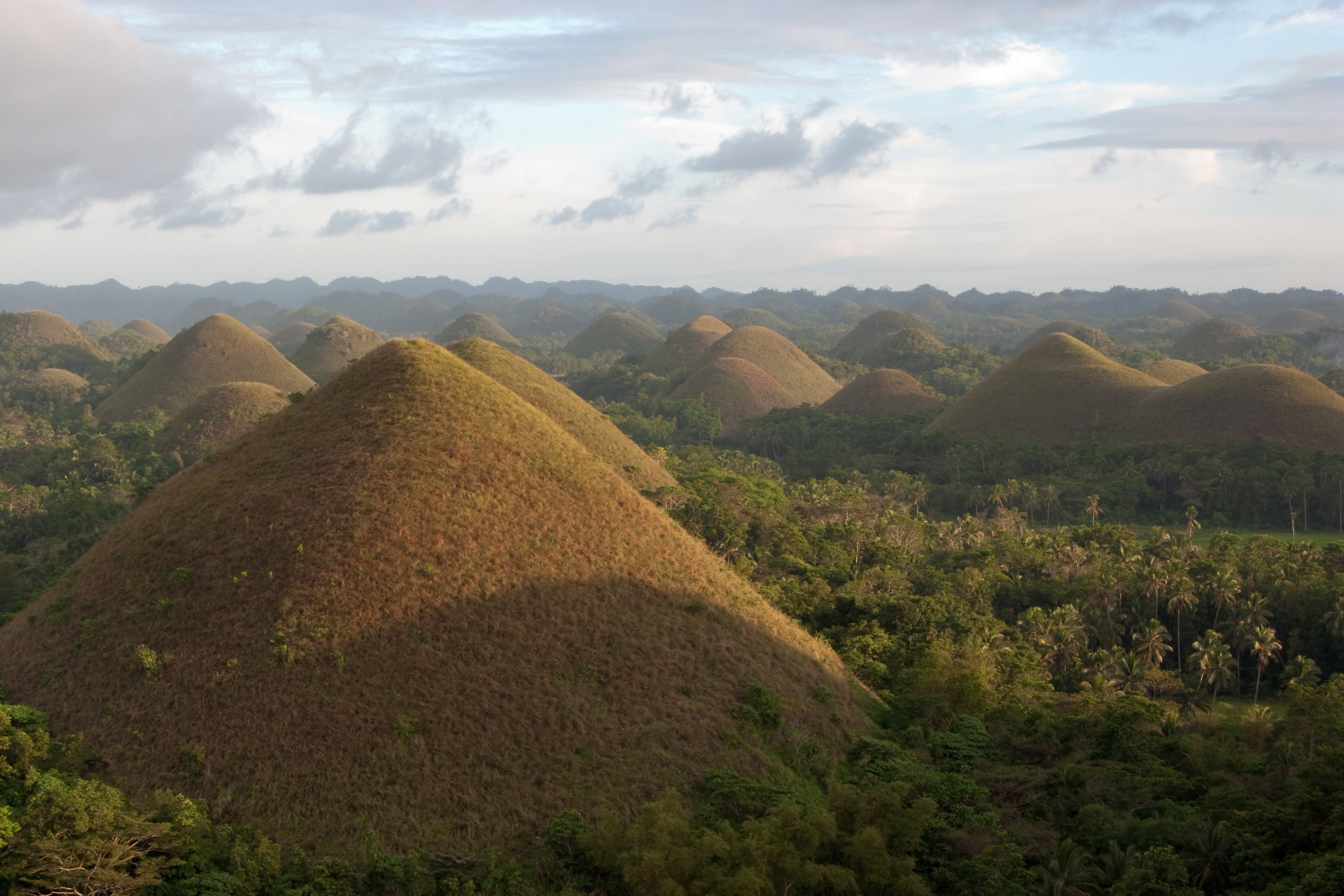
Chocolate Hills

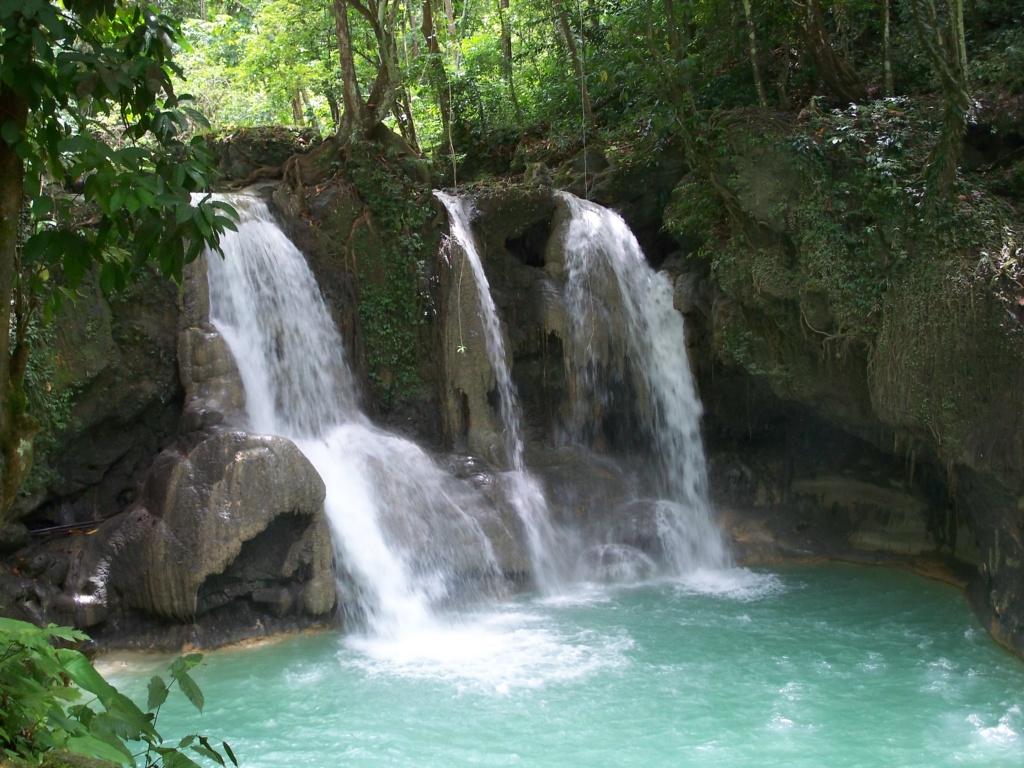
Mag-Aso Wasserfälle

Eine einzigartige Attraktion machen die Chocolate Hills („Schokoladenhügel“) aus, ein bizarres Gebiet aus 1268 kegelförmigen Kalksteinhügeln, deren Höhe zwischen 40 und 120 Metern variiert. Der Name ergibt sich aus der Abholzung der letzten Jahrhunderte. Seitdem hat sich eine widerstandsfähige Alang-Alang-Gras-Vegetation (Imperata cylindrica, Engl. Cogongrass) breit gemacht, die in der Trockenzeit verdorrt und die Hügel schokoladenbraun färbt.
Laut wissenschaftlicher Deutung entstand die sich über einige Quadratkilometer erstreckende geologische Formation auf einem Gebiet, welches sich vor einigen Millionen Jahren in einem Flachwasserbereich befand. Korallen und andere Meeresbewohner lagerten in strömungs- und wachstumsbedingten Bereichen ihre Überreste ab. Nach Absinken des Meeresspiegels, diversen Hebungen und Senkungen des Bodens, bedingt durch Subduktion und sekundäre vulkanische Ereignisse gelangte das Material an die Oberfläche. Die Erosion begann ihr Spiel und schuf auf diese Weise die beeindruckende Hügellandschaft. Neben der wissenschaftlichen Entstehungs-Theorie werden auch verschiedene Legenden erzählt, die eine fantasievollere Sicht auf die Entstehungsgeschichte haben. Eine recht ähnliche, weitgehend unbekannte und viel kleinere Region existiert auf Negros.
Daneben besitzt Bohol weitere sehenswerte Landschaften wie den Nationalpark Rajah Sikatuna Protected Landscape, die Hindanan Küste, der Tuntunan Wasserfall und die Mag-Aso Fälle. Auf der Insel Panglao befindet sich die Grotte Hinagdanan mit ihrem unterirdischen See.
Kulturell sind die ältesten philippinischen Gebäude aus der spanischen Kolonialzeit erwähnenswert. Erhalten sind in verschiedenen Orten auch alte Wachtürme, beispielsweise die Fuerza Punta Cruz in Maribojoc, historische Kloster (Baclayon Church). In Loboc steht die Kirche San Pedro Apostol, sie steht auf der Vorschlagsliste der Philippinen zur Aufnahme in das UNESCO-Welterbe. Zu den ältesten menschlichen Spuren auf Bohol gehören die Felsmalereien auf der Anda-Halbinsel, die seit 2006 als Petroglyphen und Felsmalereien in den Philippinen auf der Vorschlagsliste der Philippinen zur Aufnahme in die Welterbeliste der UNESCO steht.

## Verwaltung

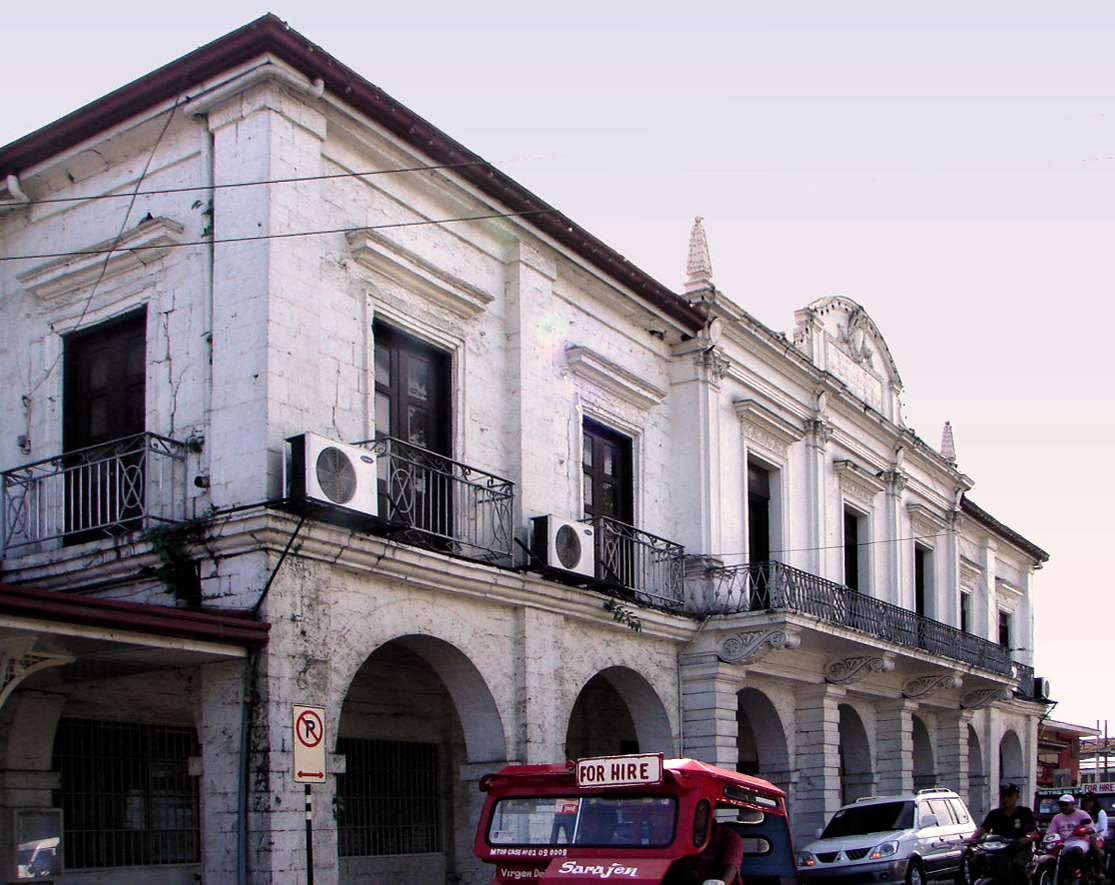
Kapitol von Bohol

Bohol ist in 47 Gemeinden (municipalities) und eine Stadt unterteilt.

### Städte
- Tagbilaran

### Gemeinden
| - Alburquerque - Alicia - Anda - Antequera - Baclayon - Balilihan - Batuan - Bien Unido - Bilar - Buenavista - Calape - Candijay | - Carmen - Catigbian - Clarin - Corella - Cortes - Dagohoy - Danao - Dauis - Dimiao - Duero - Garcia Hernandez - Guindulman | - Inabanga - Jagna - Jetafe - Lila - Loay - Loboc - Loon - Mabini - Maribojoc - Panglao - Pilar - Pres. Carlos P. Garcia (Pitogo) | - Sagbayan (Borja) - San Isidro - San Miguel - Sevilla - Sierra Bullones - Sikatuna - Talibon - Trinidad - Tubigon - Ubay - Valencia |

## Wirtschaft

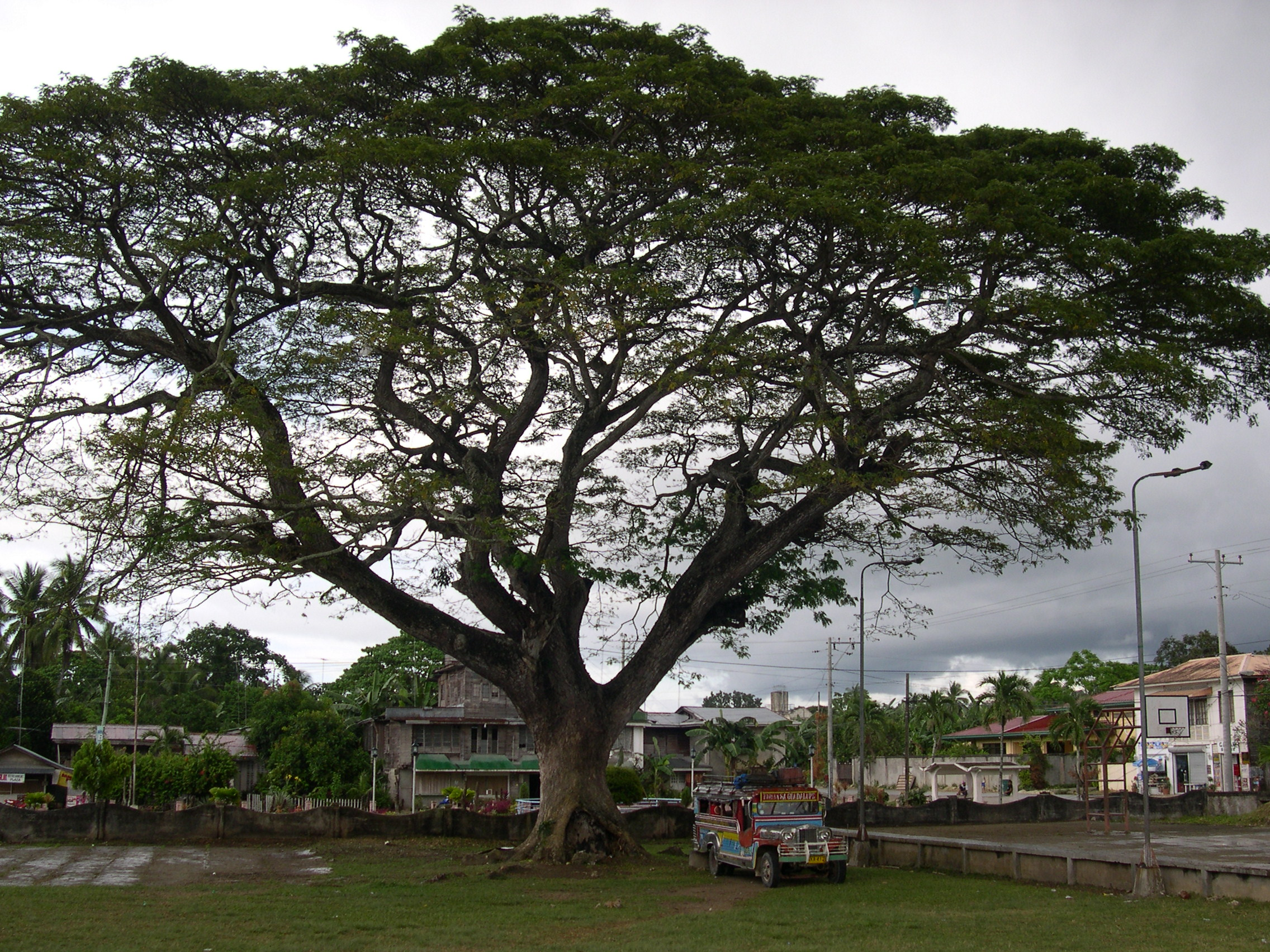
Jeepney auf Bohol

Landwirtschaftliche Erzeugnisse Bohols sind Reis, Zucker, Zuckerrohr, Palay und Getreide.
An Bodenschätzen kommen Mangan, Lehm und Kalkstein vor.
In zunehmendem Maße wird Bohol und vor allem die kleine vorgelagerte Insel Panglao für den Tourismus erschlossen. Neben Cebu, Boracay und Puerta Galera hat sich Bohol in den letzten Jahren emporgetan.

### Infrastruktur
- Täglich verkehren mehrere Schnellfähren der Gesellschaften SuperCat, Ocean Jet und Weesam Express zwischen Cebu City und Tagbilaran. Während SuperCat für die knapp zweistündige Überfahrt nur eine Reiseklasse anbietet, kann bei Ocean Jet und Weesam Express zwischen Tourist und Business Class bzw. Economy und First Class gewählt werden. Verbindungen von Tagbilaran gibt es auch nach Dumaguete, Dapitan, Larena, Hilongos und Cagayan de Oro.
- Seit Mitte 2004 verkehren auch wieder Linienflugzeuge zu dem kleinen Flughafen von Tagbilaran. Täglich wird Tagbilaran von Manila aus mit Cebu Pacific und Philippine Airlines angeflogen. Seit 2010 fliegt auch Airphilexpress an einzelnen Wochentagen nach Tagbilaran.
- Es gibt eine Autofähre von Cebu nach Tagbilaran. Jedoch ist die Überfahrt kompliziert und nicht zu empfehlen. In Tagbilaran und auf Panglao können jedoch Mietwagen (empfohlen mit Fahrer) für jede beliebige Zeitspanne gemietet werden. Preise müssen ausgehandelt werden.

### Tourismus
Der Tourismus erlangt zunehmend Bedeutung auf Bohol. Die sehenswerte Landschaft, insbesondere die Chocolate Hills und der Loboc River, machen Bohol zu einem Highlight vor allem für den innerphilippinischen Tourismus. Die Sehenswürdigkeiten sind über ein ständig verbessertes Straßennetz gut zu erreichen und mit modernen Besucherzentren ausgestattet.
Internationalen Besucher besuchen vor allem die Strände von Panglao, wo auch viele Sporttaucher die vorgelagerten Korallenriffe erkunden oder Tagesreisen auf die Insel Balicasag unternehmen.
2009/2010 wurde die südliche Hauptbrücke von Tagbilaran nach Panglao vierspurig erweitert, um die bis dahin noch schlechte Straßenverkehrsanbindung zu verbessern. Dies geschah auch mit Blick auf den Neubau eines internationalen Flughafens auf der Insel Panglao, welcher den kleinen und im Stadtgebiet liegenden Flughafen Tagbilaran ablösen soll. Der Bohol-Panglao International Airport wurde am 27. November 2018 eröffnet.